# Vendin-lès-Béthune
Pour les articles homonymes, voir Vendin.
Vendin-lès-Béthune est une commune française située dans le département du Pas-de-Calais en région Hauts-de-France.
La commune fait partie de la communauté d'agglomération de Béthune-Bruay, Artois-Lys Romane qui regroupe 100 communes et compte 275 327 habitants en 2021.

## Géographie

### Localisation
Localisée dans l'est du département du Pas-de-Calais, Vendin-lès-Béthune est une commune située, à vol d'oiseau, à 3 km au nord-ouest de la commune de Béthune (aire d'attraction et chef-lieu d'arrondissement).
Le territoire de la commune est limitrophe de ceux de cinq communes.
Les communes limitrophes sont Gonnehem, Annezin, Chocques, Hinges et Oblinghem.

### Géologie et relief
La superficie de la commune est de 3,63 km2 ; son altitude varie de 21  à   45 mètres.

### Hydrographie

#### Réseau hydrographique
La commune est située dans le bassin Artois-Picardie. Elle est drainée par la Turbeauté 2, le Lanoy et un cours d'eau au toponyme hydrographique inconnu,,. Un plan d'eau complète le réseau hydrographique : les étangs Vert-Bleu (0,5 ha),.

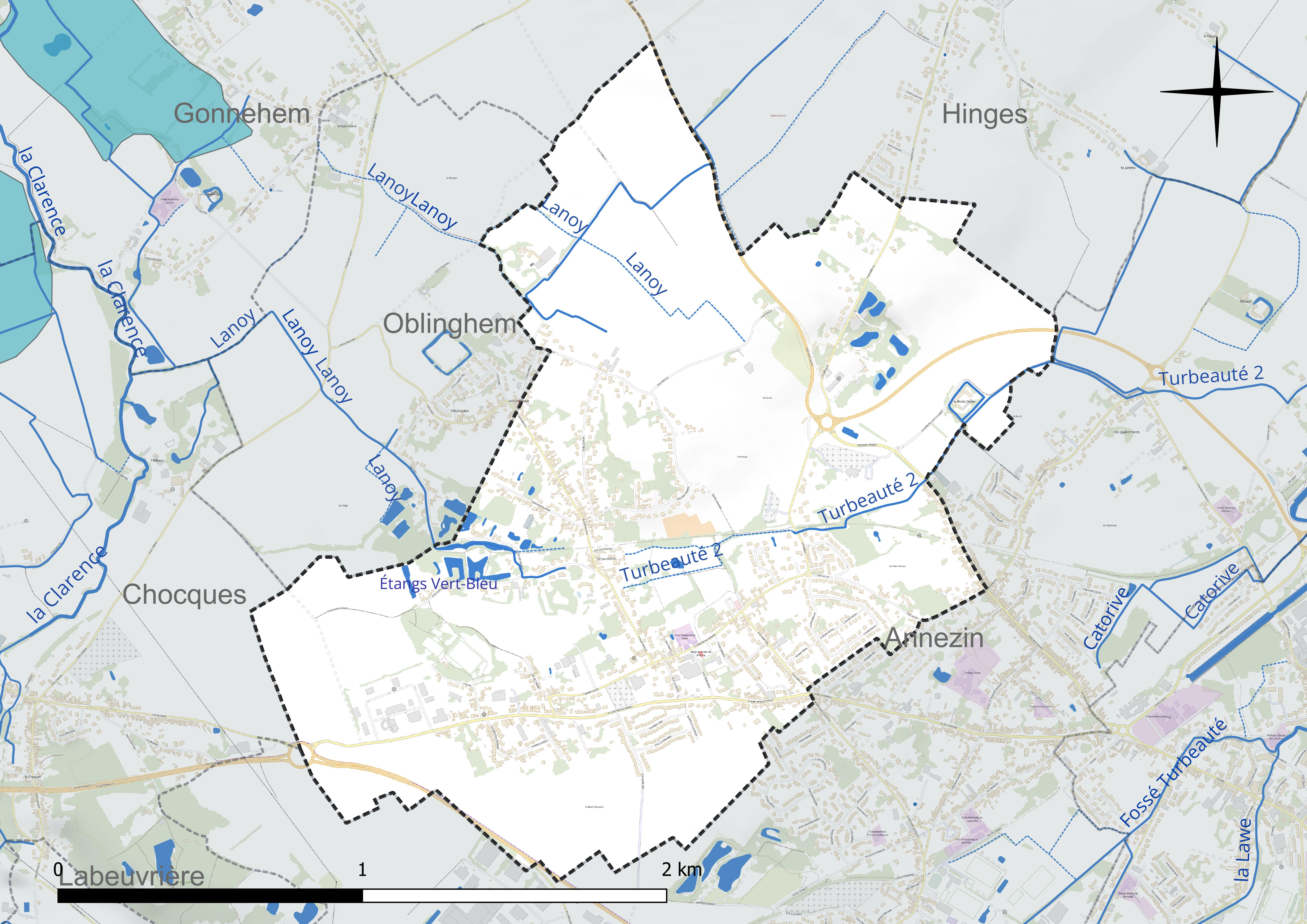
Réseau hydrographique de Vendin-lès-Béthune.

#### Gestion et qualité des eaux
Le territoire communal est couvert par le schéma d'aménagement et de gestion des eaux (SAGE) « Lys ». Ce document de planification concerne un territoire de 1 835 km2 de superficie, délimité par le bassin versant de la Lys. Le périmètre a été arrêté le 29 mai 1995 et le SAGE proprement dit a été approuvé le 6 août 2010, puis révisé le 20 septembre 2019. La structure porteuse de l'élaboration et de la mise en œuvre est le syndicat mixte pour l'élaboration du SAGE de la Lys (SYMSAGEL).
La qualité des cours d'eau peut être consultée sur un site dédié géré par les agences de l'eau et l'Agence française pour la biodiversité.

### Climat
Pour des articles plus généraux, voir Climat des Hauts-de-France et Climat du Pas-de-Calais.
En 2010, le climat de la commune est de type climat océanique dégradé des plaines du Centre et du Nord, selon une étude du CNRS s'appuyant sur une série de données couvrant la période 1971-2000. En 2020, Météo-France publie une typologie des climats de la France métropolitaine dans laquelle la commune est exposée à un climat océanique et est dans la région climatique Côtes de la Manche orientale, caractérisée par un faible ensoleillement (1 550 h/an) ; forte humidité de l'air (plus de 20 h/jour avec humidité relative > 80 % en hiver), vents forts fréquents.
Pour la période 1971-2000, la température annuelle moyenne est de 10,5 °C, avec une amplitude thermique annuelle de 13,9 °C. Le cumul annuel moyen de précipitations est de 731 mm, avec 12,4 jours de précipitations en janvier et 8,6 jours en juillet. Pour la période 1991-2020, la température moyenne annuelle observée sur la station météorologique la plus proche, située sur la commune de Lillers à 9 km à vol d'oiseau, est de 11,1 °C et le cumul annuel moyen de précipitations est de 731,5 mm,. Pour l'avenir, les paramètres climatiques de la commune estimés pour 2050 selon différents scénarios d'émission de gaz à effet de serre sont consultables sur un site dédié publié par Météo-France en novembre 2022.

## Urbanisme

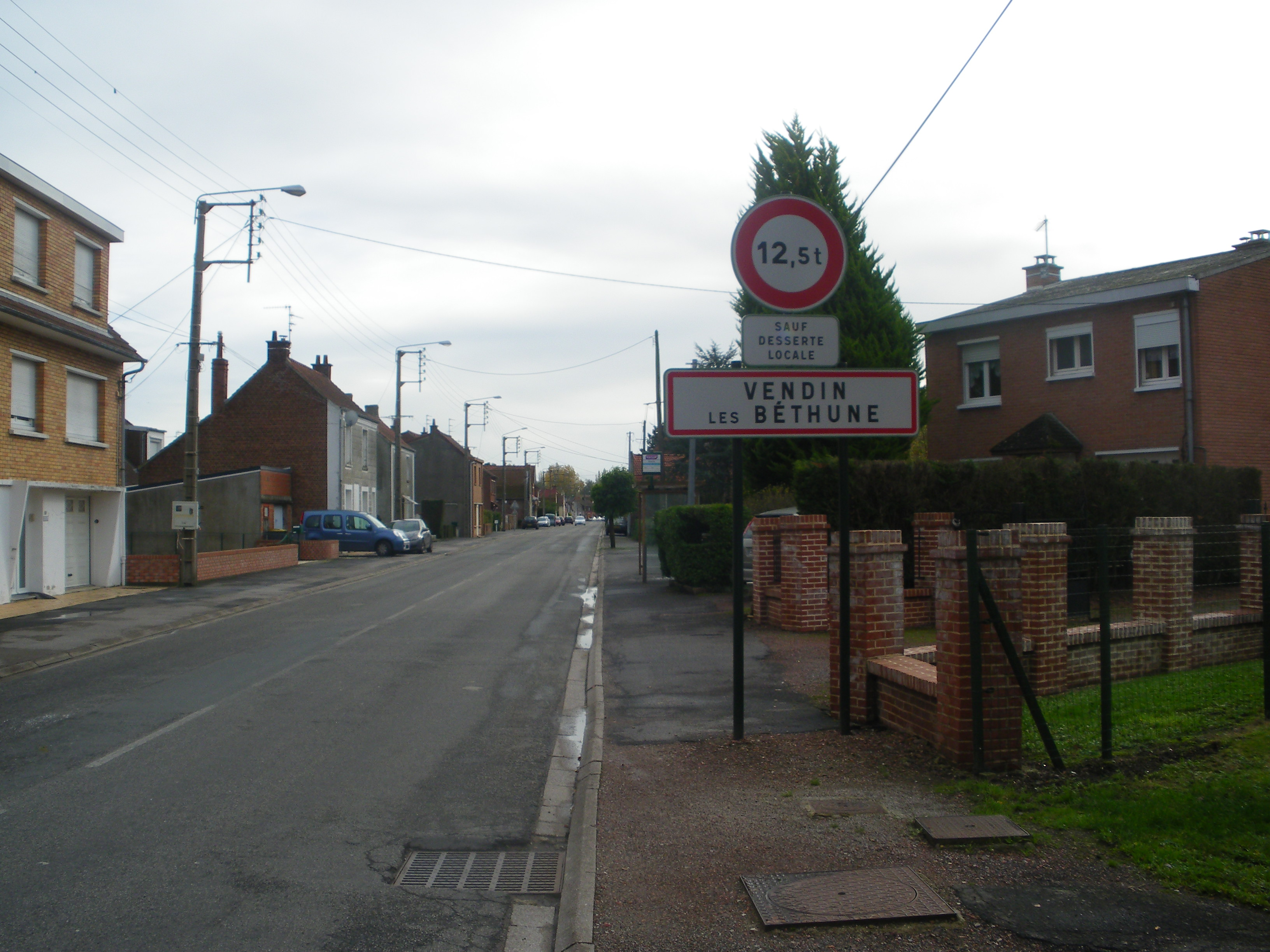
Entrée de la commune.

### Typologie
Au 1er janvier 2024, Vendin-lès-Béthune est catégorisée ceinture urbaine, selon la nouvelle grille communale de densité à sept niveaux définie par l'Insee en 2022.
Elle appartient à l'unité urbaine de Béthune, une agglomération inter-départementale regroupant 94  communes, dont elle est une commune de la banlieue,,. Par ailleurs la commune fait partie de l'aire d'attraction de Béthune, dont elle est une commune de la couronne,. Cette aire, qui regroupe 23 communes, est catégorisée dans les aires de 50 000 à moins de 200 000 habitants,.

### Occupation des sols
L'occupation des sols de la commune, telle qu'elle ressort de la base de données européenne d'occupation biophysique des sols Corine Land Cover (CLC), est marquée par l'importance des territoires agricoles (70,7 % en 2018), une proportion identique à celle de 1990 (70,7 %). La répartition détaillée en 2018 est la suivante : 
terres arables (54,4 %), zones urbanisées (29,3 %), prairies (16,3 %). L'évolution de l'occupation des sols de la commune et de ses infrastructures peut être observée sur les différentes représentations cartographiques du territoire : la carte de Cassini (XVIIIe siècle), la carte d'état-major (1820-1866) et les cartes ou photos aériennes de l'IGN pour la période actuelle (1950 à aujourd'hui).

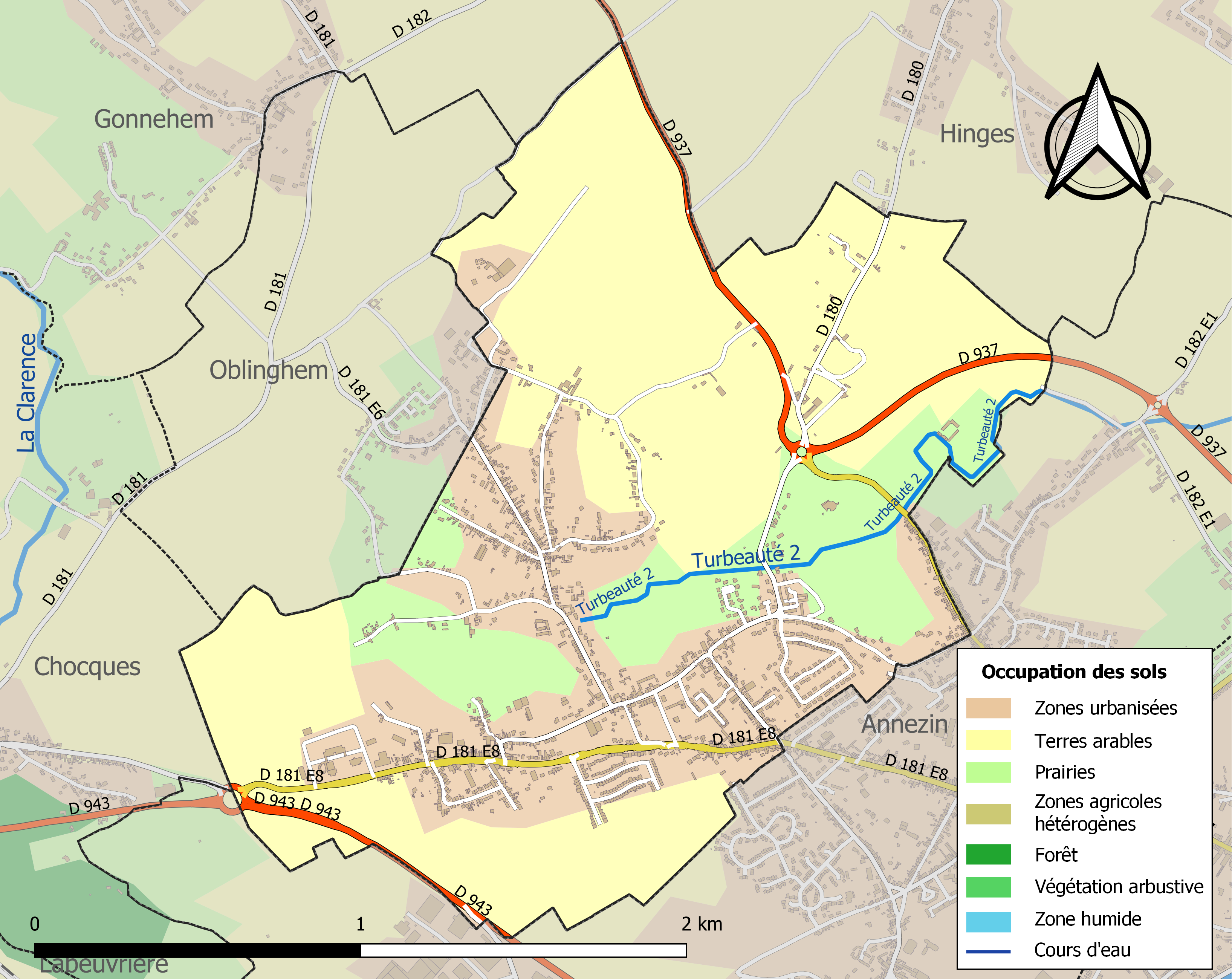
Carte des infrastructures et de l'occupation des sols de la commune en 2018 (CLC).

## Toponymie
Le nom de la localité est attesté sous les formes Wendino en 1080 ; Wendinio en 1104, Wendinium en 1152 ; Wendin en 1152 ; Wending en 1244 ; Vandin en 1318 ; Wendin-delès-Béthune en 1331 ; Vendin-en-l'Adwoerie en 1449.
La préposition « lès » permet de signifier la proximité d'un lieu géographique par rapport à un autre lieu. En règle générale, il s'agit d'une localité qui tient à se situer par rapport à une ville voisine plus grande. La commune française de Vendin indique qu'elle se situe près de Béthune.

## Histoire
Après la Première Guerre mondiale, la commune est décorée de la croix de guerre 1914-1918 par décret du 25 septembre 1920, distinction également attribuée à 276 autres communes du Pas-de-Calais.

## Politique et administration

### Découpage territorial
La commune se trouve dans l'arrondissement de Béthune du département du Pas-de-Calais.

#### Commune et intercommunalités
Depuis le 1er janvier 2017, la commune est membre de la communauté d'agglomération de Béthune-Bruay, Artois-Lys Romane, issue de la fusion de trois intercommunalités. Auparavant, Vendin-lès-Béthune était membre de la communauté d'agglomération de l'Artois.

#### Circonscriptions administratives
La commune est rattachée au canton de Béthune depuis le redécoupage cantonal de 2014. Avant cette date, la commune faisait partie du canton de Béthune-Nord, créé en 1973.

#### Circonscriptions électorales
Pour l'élection des députés, la commune fait partie de la neuvième circonscription du Pas-de-Calais, représentée depuis juin 2017 par Marguerite Deprez-Audebert (MoDem).

### Élections municipales et communautaires

#### Administration municipale
Le nombre d'habitants au dernier recensement étant compris entre 1 500 et 2 499, le nombre de membres du conseil municipal est de 19.

#### Liste des maires
| Période                                  | Période                      | Identité                         | Étiquette | Qualité                                                                        |
| ---------------------------------------- | ---------------------------- | -------------------------------- | --------- | ------------------------------------------------------------------------------ |
| Les données manquantes sont à compléter. |                              |                                  |           |                                                                                |
| ?                                        | ?                            | Henri Queste                     | Rad.soc.  |                                                                                |
| 1945                                     | ?                            | Gustave Laforge                  | PCF       | Employé aux houillères nationales                                              |
| ?                                        | ?                            | Henri Duflos                     |           |                                                                                |
| ?                                        | ?                            | Oscar Cousin                     |           |                                                                                |
| ?                                        | ?                            | Gustave Laforge                  | PCF       | Employé aux houillères nationales                                              |
| ?                                        | ?                            | Claudine Valembois               |           | Enseignante                                                                    |
| avant 1994                               | mars 1999 (décès)            | Albert Delahaye (1942-1999)      | PS        | Conseiller général de Béthune-Nord (1994 → 1995)                               |
| 1999                                     | mars 2008                    | Marc Toursel (1940-2018)         | PS        | Enseignant, ancien adjoint                                                     |
| mars 2008                                | juillet 2020                 | Jean-Marie Courtois (1939- )     | PS        | Dirigeant de SCOP retraité Réélu en 2014,                                      |
| juillet 2020                             | En cours (au 6 juillet 2020) | Sylvie Meyfroidt-Lefait (1964- ) | DVC-UDI   | Conseillère départementale de Béthune (2021 → ) Élue pour le mandat 2020-2026, |

À la suite de l'annulation de l'élection du maire et des adjoints par le conseil municipal du mandat 2014-2020 prononcée par le tribunal administratif le 1er juillet 2014, Jean-Marie Courtois et son équipe ont été réélus en août 2014 par le conseil municipal élu en mars 2014,.Lors des traditionnels vœux du maire, Jean-Marie Courtois annonce le 19 janvier 2019 qu'il ne se représentera pas aux élections de 2020  

## Équipements et services publics

### Justice, sécurité, secours et défense
Sur le plan des institutions judiciaires, la commune relève du tribunal judiciaire (qui a remplacé le tribunal d'instance et le tribunal de grande instance le 1er janvier 2020) et du conseil de prud'hommes de Béthune, du tribunal de commerce d'Arras, de la cour d'appel et de la cour administrative d'appel de Douai et du tribunal administratif de Lille.

## Population et société

### Démographie

#### Évolution démographique
L'évolution du nombre d'habitants est connue à travers les recensements de la population effectués dans la commune depuis 1793. Pour les communes de moins de 10 000 habitants, une enquête de recensement portant sur toute la population est réalisée tous les cinq ans, les populations de référence des années intermédiaires étant quant à elles estimées par interpolation ou extrapolation. Pour la commune, le premier recensement exhaustif entrant dans le cadre du nouveau dispositif a été réalisé en 2008.

En 2022, la commune comptait 2 384 habitants, en évolution de −2,01 % par rapport à 2016 (Pas-de-Calais : −0,72 %, France hors Mayotte : +2,11 %).
| 1793 | 1800 | 1806 | 1821 | 1831 | 1836 | 1841 | 1846 | 1851 |
| ---- | ---- | ---- | ---- | ---- | ---- | ---- | ---- | ---- |
| 435  | 308  | 367  | 382  | 426  | 445  | 461  | 477  | 489  |

| 1856 | 1861 | 1866 | 1872 | 1876 | 1881 | 1886 | 1891 | 1896 |
| ---- | ---- | ---- | ---- | ---- | ---- | ---- | ---- | ---- |
| 517  | 582  | 607  | 615  | 664  | 664  | 564  | 608  | 626  |

| 1901 | 1906 | 1911 | 1921  | 1926  | 1931  | 1936  | 1946  | 1954  |
| ---- | ---- | ---- | ----- | ----- | ----- | ----- | ----- | ----- |
| 700  | 791  | 912  | 1 086 | 1 203 | 1 271 | 1 263 | 1 487 | 1 575 |

| 1962  | 1968  | 1975  | 1982  | 1990  | 1999  | 2006  | 2008  | 2013  |
| ----- | ----- | ----- | ----- | ----- | ----- | ----- | ----- | ----- |
| 2 026 | 2 040 | 2 533 | 2 302 | 2 450 | 2 526 | 2 430 | 2 402 | 2 416 |

| 2018  | 2022  | - | - | - | - | - | - | - |
| ----- | ----- | - | - | - | - | - | - | - |
| 2 452 | 2 384 | - | - | - | - | - | - | - |

#### Pyramide des âges
En 2018, le taux de personnes d'un âge inférieur à 30 ans s'élève à 32,3 %, soit en dessous de la moyenne départementale (36,7 %). À l'inverse, le taux de personnes d'âge supérieur à 60 ans est de 27,3 % la même année, alors qu'il est de 24,9 % au niveau départemental.
En 2018, la commune comptait 1 198 hommes pour 1 254 femmes, soit un taux de 51,14 % de femmes, légèrement inférieur au taux départemental (51,50 %).
Les pyramides des âges de la commune et du département s'établissent comme suit.
| Hommes | Classe d’âge | Femmes |
| ------ | ------------ | ------ |
| 0,3    | 90 ou +      | 0,8    |
| 7,7    | 75-89 ans    | 10,5   |
| 17,9   | 60-74 ans    | 17,3   |
| 21,7   | 45-59 ans    | 23,3   |
| 18,2   | 30-44 ans    | 17,5   |
| 15,9   | 15-29 ans    | 14,2   |
| 18,3   | 0-14 ans     | 16,4   |

| Hommes | Classe d’âge | Femmes |
| ------ | ------------ | ------ |
| 0,5    | 90 ou +      | 1,6    |
| 5,6    | 75-89 ans    | 8,9    |
| 16,7   | 60-74 ans    | 18,1   |
| 20,2   | 45-59 ans    | 19,2   |
| 18,9   | 30-44 ans    | 18,1   |
| 18,2   | 15-29 ans    | 16,2   |
| 19,9   | 0-14 ans     | 17,9   |

## Culture locale et patrimoine

### Lieux et monuments
Monument aux Morts 1914-1919

### Héraldique
| Armes de Vendin-lès-Béthune | Les armes de Vendin-lès-Béthune se blasonnent ainsi : d'or au chevron renversé d'azur accompagné de trois hures de sanglier de sable mal ordonnées. |

## Pour approfondir

#### Bases de données, dictionnaires et encyclopédies
- Ressources relatives à la géographie :   - Insee (communes)
  - Ldh/EHESS/Cassini
- Ressource relative à plusieurs domaines :   - Annuaire du service public français
- Notices d'autorité :   - VIAF
  - BnF (données)